# Campeonato Mundial de Patinação Artística no Gelo de 1907
O Campeonato Mundial de Patinação Artística no Gelo de 1907 foi a décima segunda edição do Campeonato Mundial de Patinação Artística no Gelo, um evento anual de patinação artística no gelo organizado pela União Internacional de Patinação (em inglês:  International Skating Union) onde os patinadores artísticos competem pelo título de campeão mundial, e que ocorreu entre os dias 21 de janeiro e 22 de janeiro, na cidade de Viena, Áustria-Hungria. Nesta edição doze patinadores disputaram a competição, sendo sete no individual masculino e cinco no individual feminino.

## Eventos
- Individual masculino
- Individual feminino

## Medalhistas
| Evento                        | Ouro                           | Prata                  | Bronze                    |
| Individual masculino detalhes | Ulrich Salchow · Suécia        | Max Bohatsch · Áustria | Gilbert Fuchs · Alemanha  |
| Individual feminino detalhes  | Madge Syers-Cave · Reino Unido | Jenny Herz · Áustria   | Lily Kronberger · Hungria |

## Resultados

### Individual masculino
| Pos.              | Nome              | Nacionalidade | Pontos |
| ----------------- | ----------------- | ------------- | ------ |
| Medalha de ouro   | Ulrich Salchow    | Suécia        | 5      |
| Medalha de prata  | Max Bohatsch      | Áustria       | 11     |
| Medalha de bronze | Gilbert Fuchs     | Alemanha      | 12     |
| 4                 | Per Thorén        | Suécia        | 20     |
| 5                 | Heinrich Burger   | Alemanha      | 24     |
| 6                 | Martin Gordan     | Alemanha      | 32     |
| 7                 | Martinus Löhrdahl | Noruega       | 33     |

### Individual feminino
| Pos.              | Nome             | Nacionalidade | Pontos |
| ----------------- | ---------------- | ------------- | ------ |
| Medalha de ouro   | Madge Syers-Cave | Reino Unido   | 5      |
| Medalha de prata  | Jenny Herz       | Áustria       | 12     |
| Medalha de bronze | Lily Kronberger  | Hungria       | 13     |
| 4                 | Elsa Rendschmidt | Alemanha      | 22     |
| 5                 | Gwendolyn Lycett | Reino Unido   | 23     |

## Quadro de medalhas
| Ordem | País        | Medalha de ouro | Medalha de prata | Medalha de bronze |   | Ordem por total |
| ----- | ----------- | --------------- | ---------------- | ----------------- | - | --------------- |
| 1     | Reino Unido | 1               |                  |                   | 1 | 2               |
| 1     | Suécia      | 1               |                  |                   | 1 | 2               |
| 3     | Áustria     |                 | 2                |                   | 2 | 1               |
| 4     | Alemanha    |                 |                  | 1                 | 1 | 2               |
| 4     | Hungria     |                 |                  | 1                 | 1 | 2               |
| TOTAL | TOTAL       | 2               | 2                | 2                 | 6 | —               |